# Pierścień Nibelunga
Pierścień Nibelunga (niem. Der Ring des Nibelungen) – czteroczęściowy dramat muzyczny autorstwa Richarda Wagnera. Utwór zainspirowany został przez średniowieczny epos niemiecki Pieśń o Nibelungach. Składają się nań następujące utwory: Złoto Renu (niem. Das Rheingold), Walkiria (niem. Die Walküre), Zygfryd (niem. Siegfried) i Zmierzch bogów (niem. Götterdämmerung).
Tetralogia, dzieło życia Wagnera, powstawała pomiędzy 1853 a 1874 rokiem. Autor, nim skomponował muzykę, najpierw napisał (i opublikował) cztery dramaty literackie oparte na starogermańskim micie o nadreńskich karłach – Nibelungach. Dramat ten, monumentalne dzieło trwające około 14 godzin, jest przeznaczony do wystawiania przez trzy dni (Złoto Renu odgrywa rolę prologu). Premiera całości Pierścienia Nibelunga miała miejsce w dniach 13–17 sierpnia 1876 roku w specjalnie na potrzeby twórczości Wagnera wzniesionym teatrze operowym w Bayreuth.

## Kompozycja tekstu

### Treść
W dużym skrócie: akcja rozgrywa się wokół magicznego pierścienia, wykutego ze Złota Renu, który może przynieść właścicielowi władzę nad światem. Nad pierścieniem ciąży jednak klątwa karła Alberyka (Alberich), któremu odebrano pierścień w „Złocie Renu”. Pierścień trafia do rąk złych i dobrych bohaterów (jakkolwiek w tetralogii mało kto jest całkiem zły albo całkiem dobry, wyłączając może protagonistę Zygfryda i antagonistę Hagena); w końcu Brunhilda, zanim rzuci się na stos pogrzebowy Zygfryda, oddaje pierścień córkom Renu i historia zatacza koło, aczkolwiek nadszedł zmierzch bogów i już nic nie będzie takie samo.

### Inspiracje
Źródła Pierścienia Nibelunga leżą w mitologii nordyckiej i średniowiecznych sagach: Eddzie poetyckiej oraz w Pieśni o Nibelungach.

## Kompozycja muzyki
W Pierścieniu Nibelunga Wagner posługuje się swoim systemem motywów przewodnich (Leitmotiv). Używa motywów dla danych osób (np. Zygmunta albo Fryki), ale też ważnych przedmiotów (jak miecz Notung czy sam pierścień), uczuć i ogólnych pojęć (miłość Zygfryda, wierność, braterstwo krwi). Motywy splatają się ze sobą i pojawiają w różnych miejscach tetralogii (np. motyw klątwy Alberyka ze „Złota Renu” użyty również w „Zmierzchu bogów”, w scenie, gdy jego syn Hagen wita Zygfryda). Kompozytor użył też motywu zbawienia (zwanego także przez niego „gloryfikacją Brunhildy”), który występuje w tetralogii tylko dwa razy: w III akcie „Walkirii”, kiedy Brunhilda mówi Zyglindzie, że urodzi syna Zygmunta – wielkiego bohatera i w finale „Zmierzchu bogów” (wtedy motyw powtarza się kilka razy).